# Tesmag

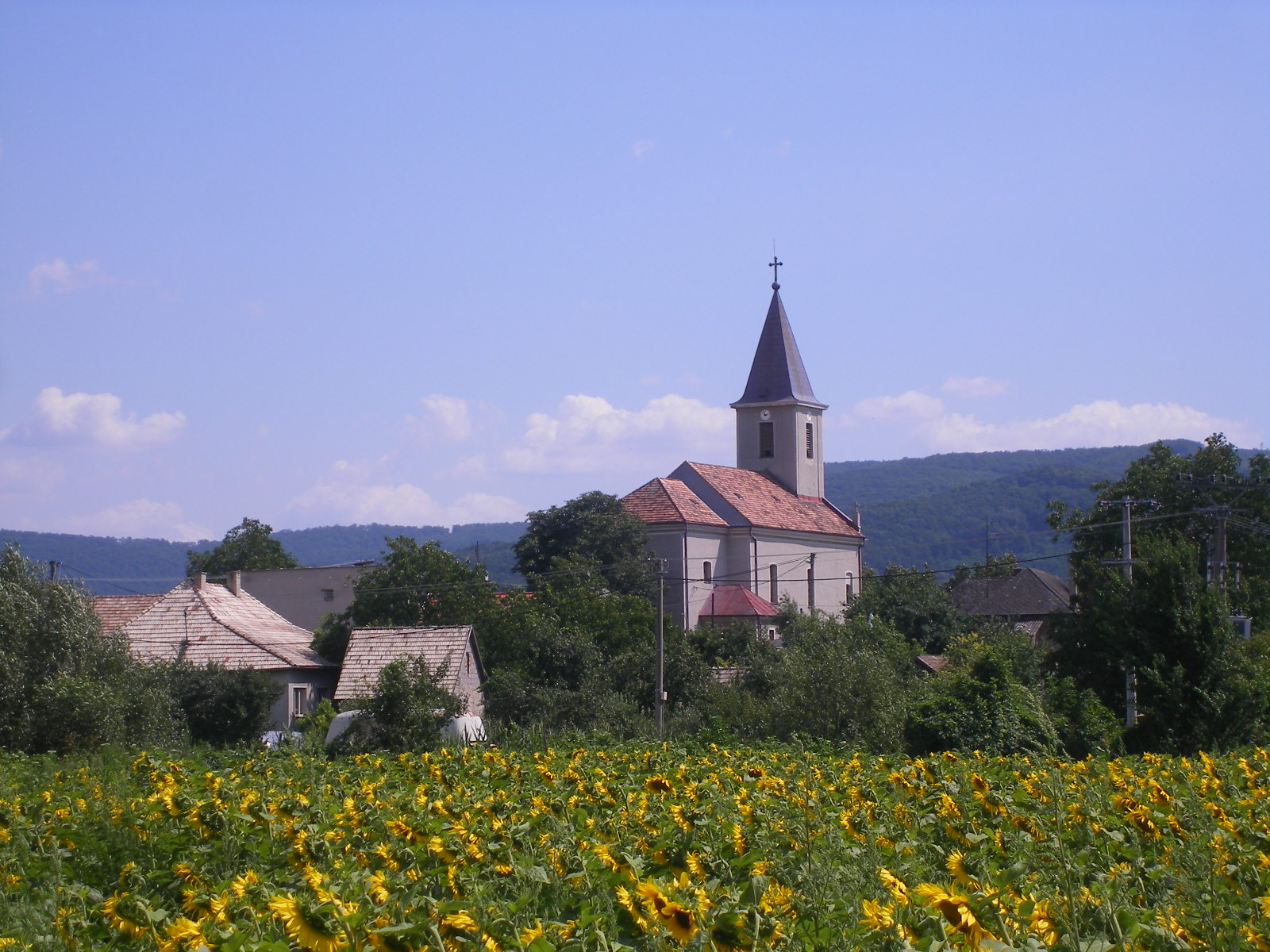
Tesmag látképe

Tesmag (szlovákul: Tešmák) Ipolyság településrésze Szlovákiában, a Nyitrai kerület Lévai járásában.

## Fekvése
Ipolyság központjától 2 km-re délkeletre, az Ipoly jobb partján fekszik.

## Élővilága
Tesmagon öt gólyafészek van. 2014-ben még csak kettő volt 4-4 fiókával. 2016-ban csak a templom melletti fészekben költöttek a gólyák. 2024-ben 3, 3, 4, 3 és 2 fiókát számoltak össze.

## Története

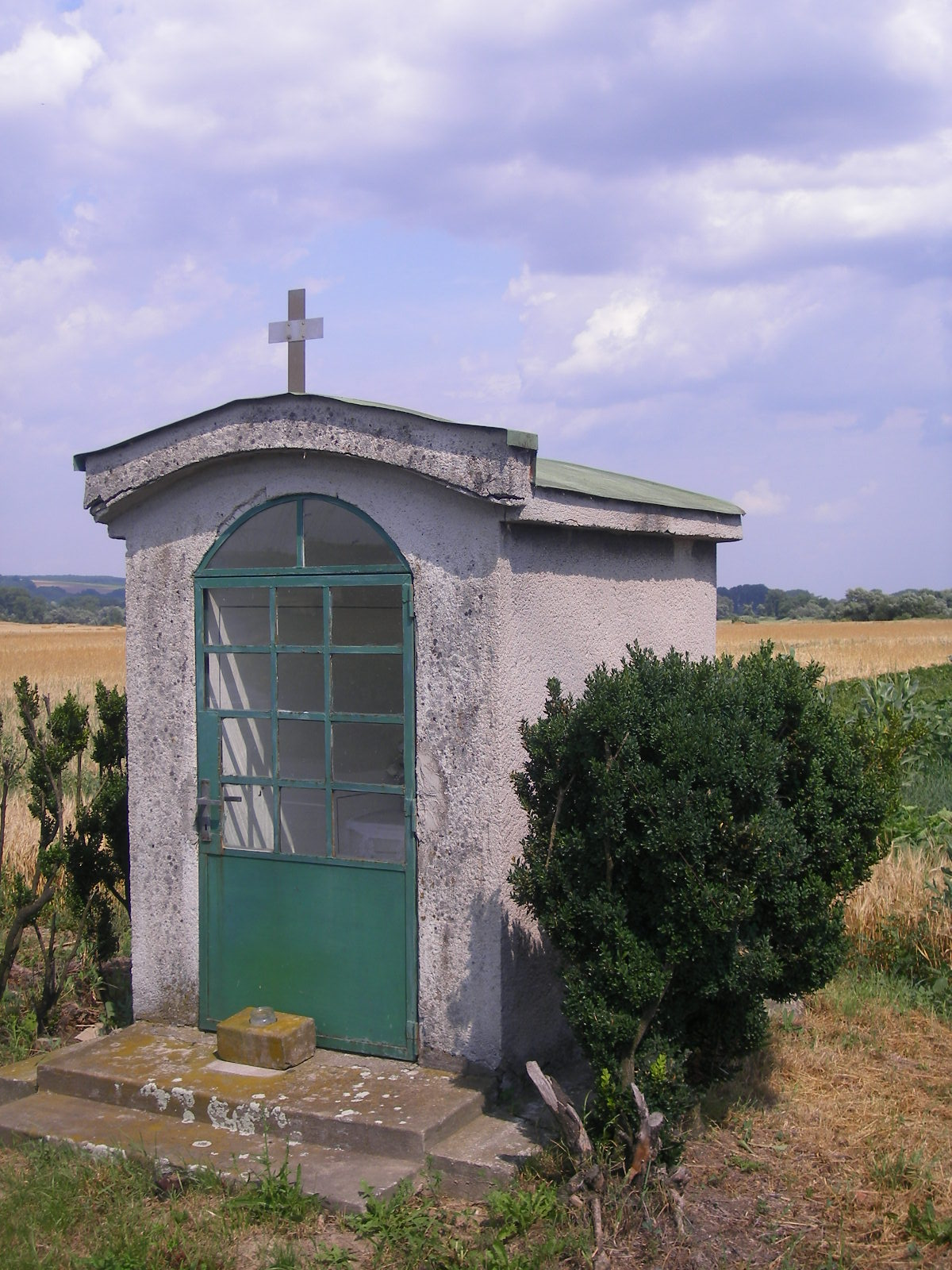
Útmenti kápolna Tesmag közelében

1245-ben "Tysmok" alakban említi először okirat. Nevét talán a honfoglaló magyarokkal együtt itt letelepedett ótörök nyelvű néptől kapta, mely az ótörök tasmag (= kiáradás) szóból származik. A régi falu nem a mai helyen, hanem északabbra, a mai Olvár-puszta közelében állt. Kezdetben Hont várának uradalmához tartozott, majd helyi nemesek birtokolták. A környék V. István király és fia, IV. László kedvelt vadászterülete volt, a hagyomány szerint ennek emlékét őrzi a Királykút.
A török időkben a település sokat szenvedett a hadak pusztításaitól. A falu határában a Pogány-árok és a Török-sánc helynevek ma is emlékeztetnek a hódoltság idejére. A 19. században a rozsnyói káptalan faluja volt, lakói főként földműveléssel foglalkoztak.
Vályi András szerint "TESMAG. Magyar falu Hont Várm. földes Ura a’ Rozsnyói Káptalanbéli Uraság, lakosai katolikusok, fekszik Ipolyságnak szomszédságában, és annak filiája; határja jól termő."
Fényes Elek szerint "Tesmagh, magyar falu, Honth vgyében, az Ipoly partján, ut. p. Ipoly Sághoz 1/2 óra: 700 kath. lak. Földje fekete homokos s igen termékeny. Sok dohányt, kukoriczát termeszt. F. u. a rosnyói káptalan."
Hont vármegye monográfiája szerint "Tesmag, ipolymenti magyar kisközség, 169 házzal és 719 róm. kath. vallású lakossal; vasúti állomása, postája és távirója Ipolyság. A falu első uraként a Hunt nemzetséget ismerjük; 1259-ben az egyik Huntnak özvegye, Eruning asszony, birtokrészt adott itt a sági konventnek. 1270-ben V. István király az egész falut a sági konventnek adományozta, a mit 1282-ben László király is megerősített. Terra Tesmog nevéről emlékezik meg 1292-ben kelt más oklevél is, majd későbbi oklevelek Chesmagh, Tismagh és Thesmagh alakban nevezik a falut. V. István és Kún László királyok gyakran vadásztak itt; emléküket ma is őrzi a Királykút. Tesmag község történeti szerepléséről csak a hagyomány révén tudunk egyetmást, mert a levelesládáját a múlt század elején a falu birája elégette. A török hódoltság korában sokat szenvedett ez a helység is; így megemlékezik a hagyomány arról, hogy a drégelyi aga ráparancsolt a tesmagi bíróra; szállítsa fel a falu asszonyait a várba; a bíró ezt a parancsot nem teljesítette és ezért az aga őt, füleinél fogva a vár kapuhához szegeztette. Ettől fogva a tesmagi asszonyoknak hetenként egyszer jelentkezniök kellett a várban és ezt a parancsot mindaddig teljesítették, mígnem az 1599. évi pozsonyi országgyűlés vízbefojtás büntetése alatt megtiltotta a nőknek, hogy a várakba látogassanak. A török jármot 1688-ig viselte a falu, akkor azután I. Lipót király az ellenségtől visszahódított birtokot a jezusitáknak adta, a kiket közel egy évszázadon át uralt a község. Mária Terézia 1776-ban az akkor alapított rozsnyói püspökségnek adományozta. Tesmagnak máig is a püspökség az ura. Az itteni templom a XVIII. századból való. Tesmag határában fekszik Olvár-puszta, mely már 1342-ben Possessio Olwar alakban szerepel és a XIV., valamint a XV. századbeli följegyzések a sági prépostság birtokának mondják. Tesmag községhez tartoznak még a Heczkó, Sipécz és Vinter-puszták."
1926-ban új plébánost neveztek ki a községbe, ám a leváltott pap nem akarta elhagyni helyét és ellenszegült.

## Népessége
1880-ban 675 lakosából 637 magyar és 7 szlovák anyanyelvű volt.
1890-ben 777 lakosából 755 magyar és 21 szlovák anyanyelvű volt.
1900-ban 716 lakosából 711 magyar és 5 szlovák anyanyelvű volt.
1910-ben 735 lakosából 731 magyar és 3 szlovák anyanyelvű volt.
1921-ben 741 lakosából 691 magyar és 37 csehszlovák volt.
1930-ban 772 lakosából 724 magyar és 44 csehszlovák volt.
1941-ben 819 lakosából 818 magyar és 1 szlovák volt.
1970-ben 827 lakosából 652 magyar és 172 szlovák volt.
1980-ban 692 lakosából 537 magyar és 150 szlovák volt.

## Nevezetességei
- Szűz Mária tiszteletére szentelt, római katolikus temploma 1758-ban épült barokk stílusban.

## Képtár

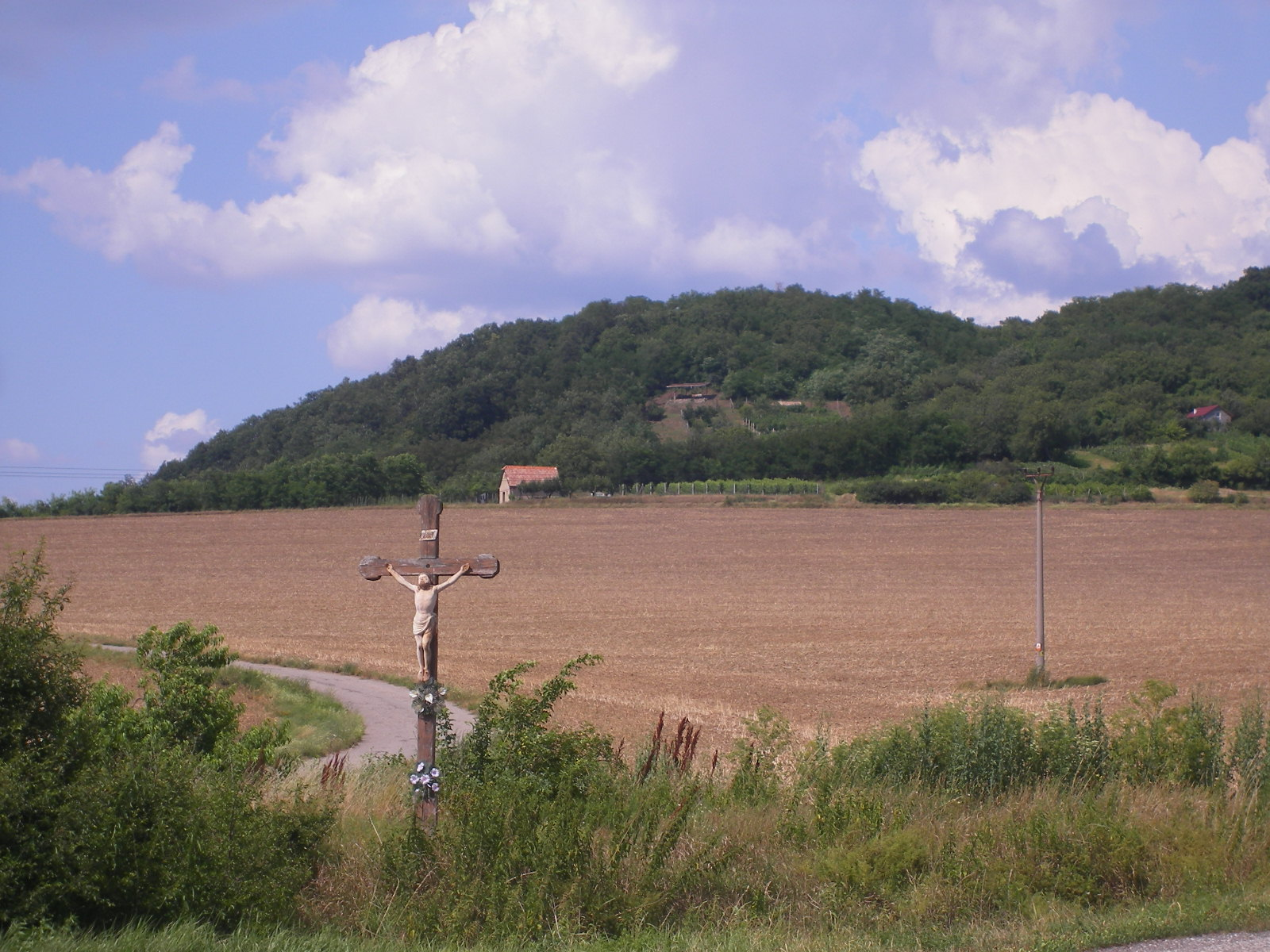
Feszület Tesmagtól északra
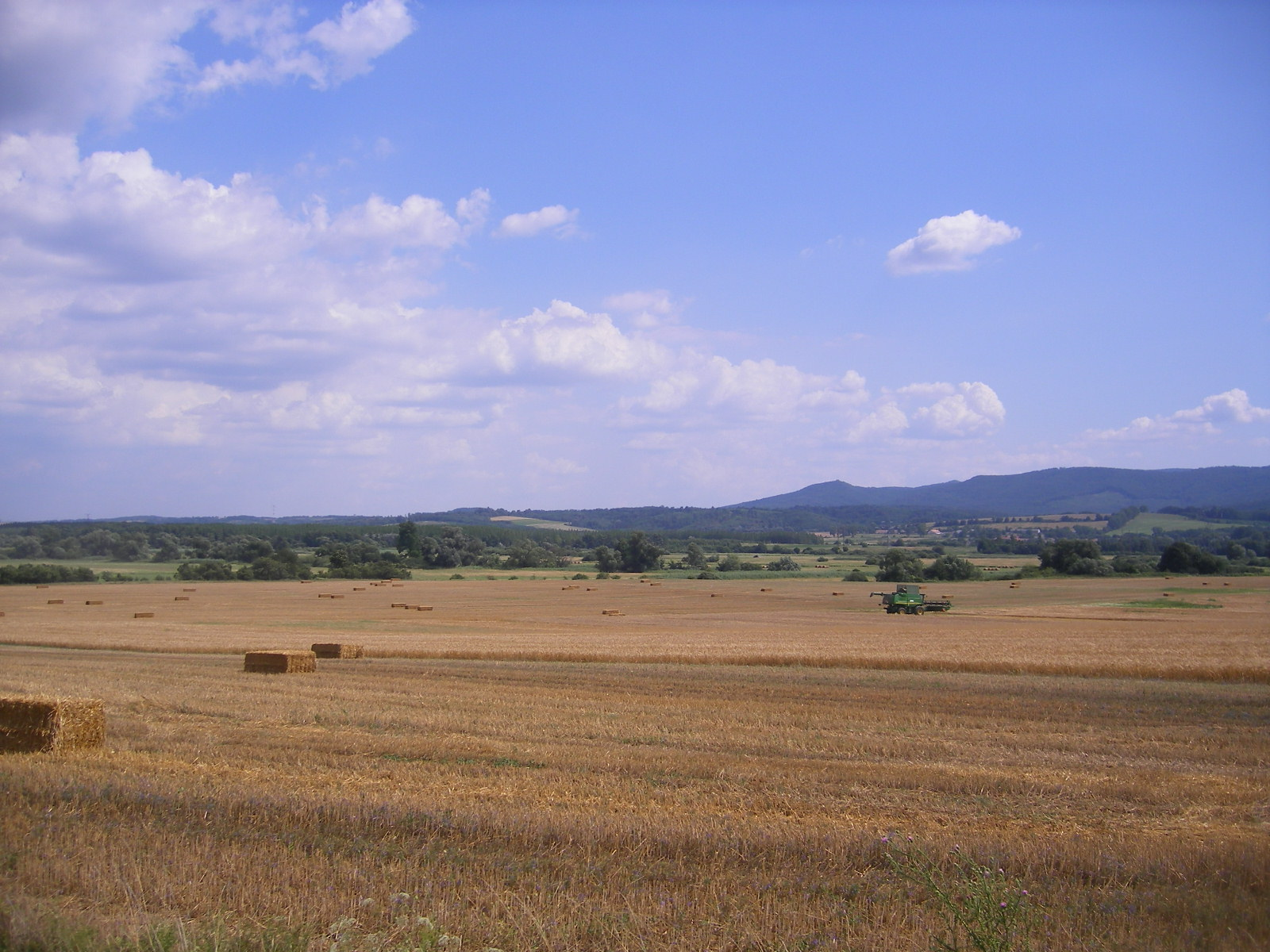
Tájkép a falutól keletre
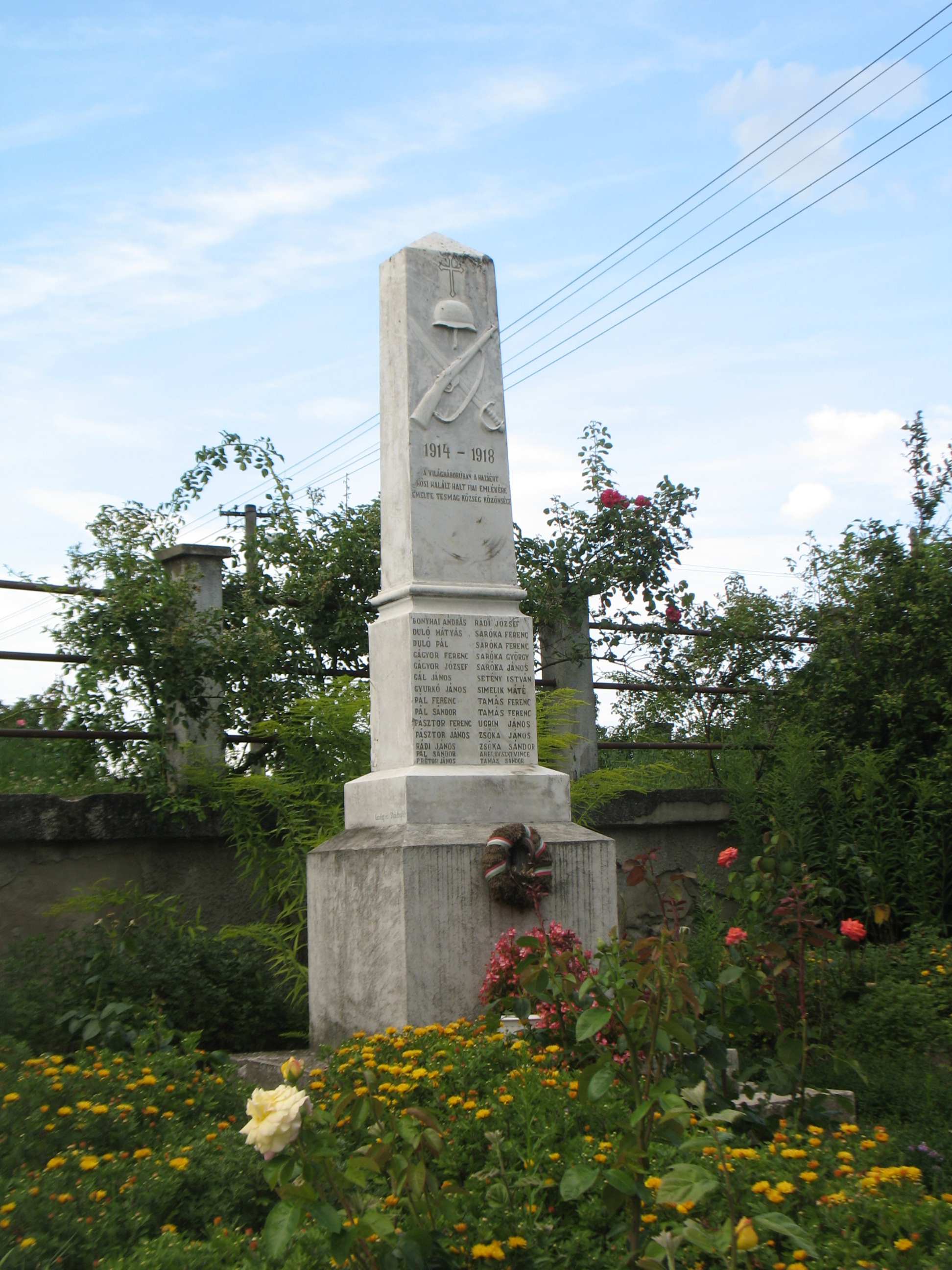
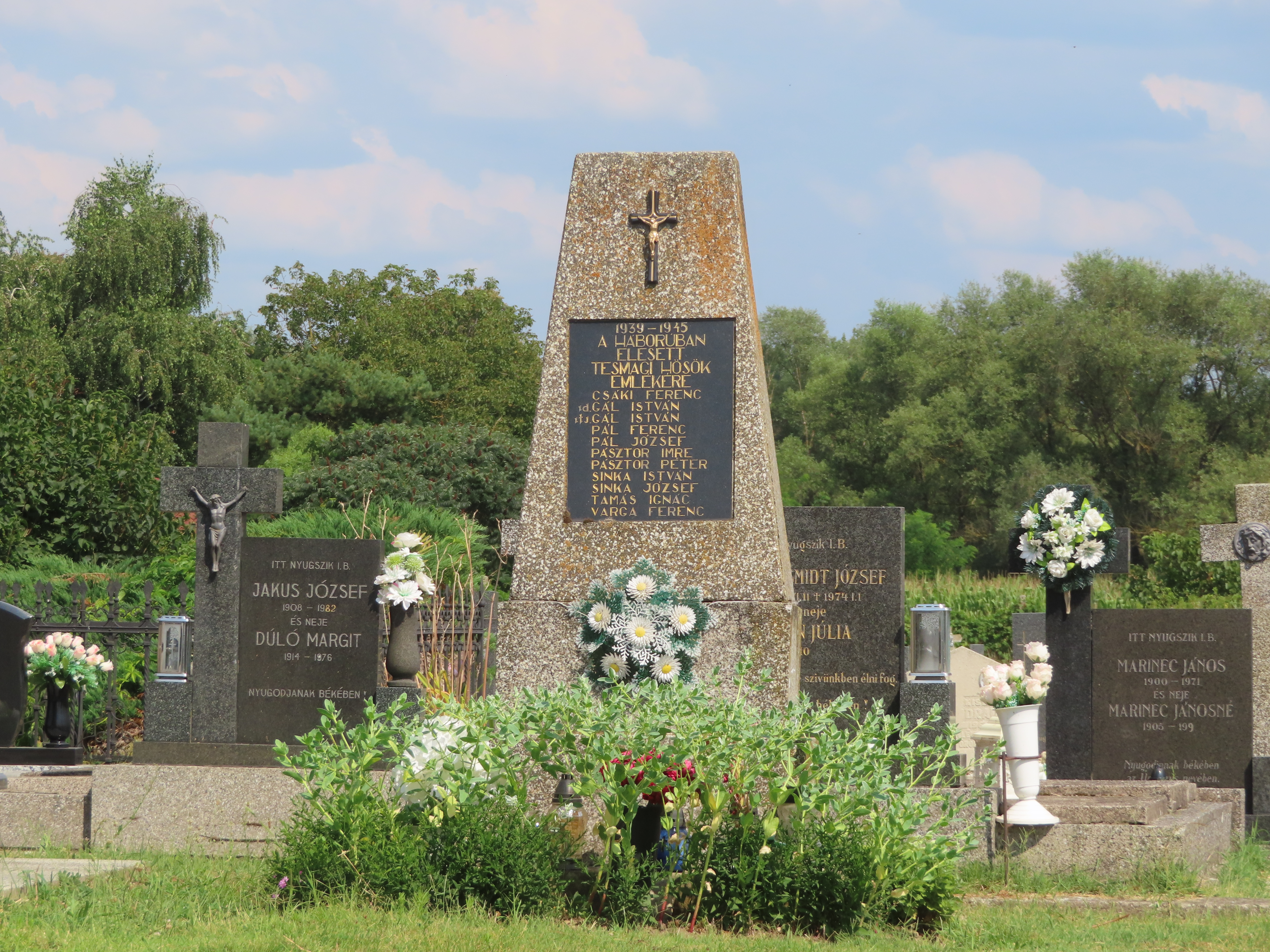
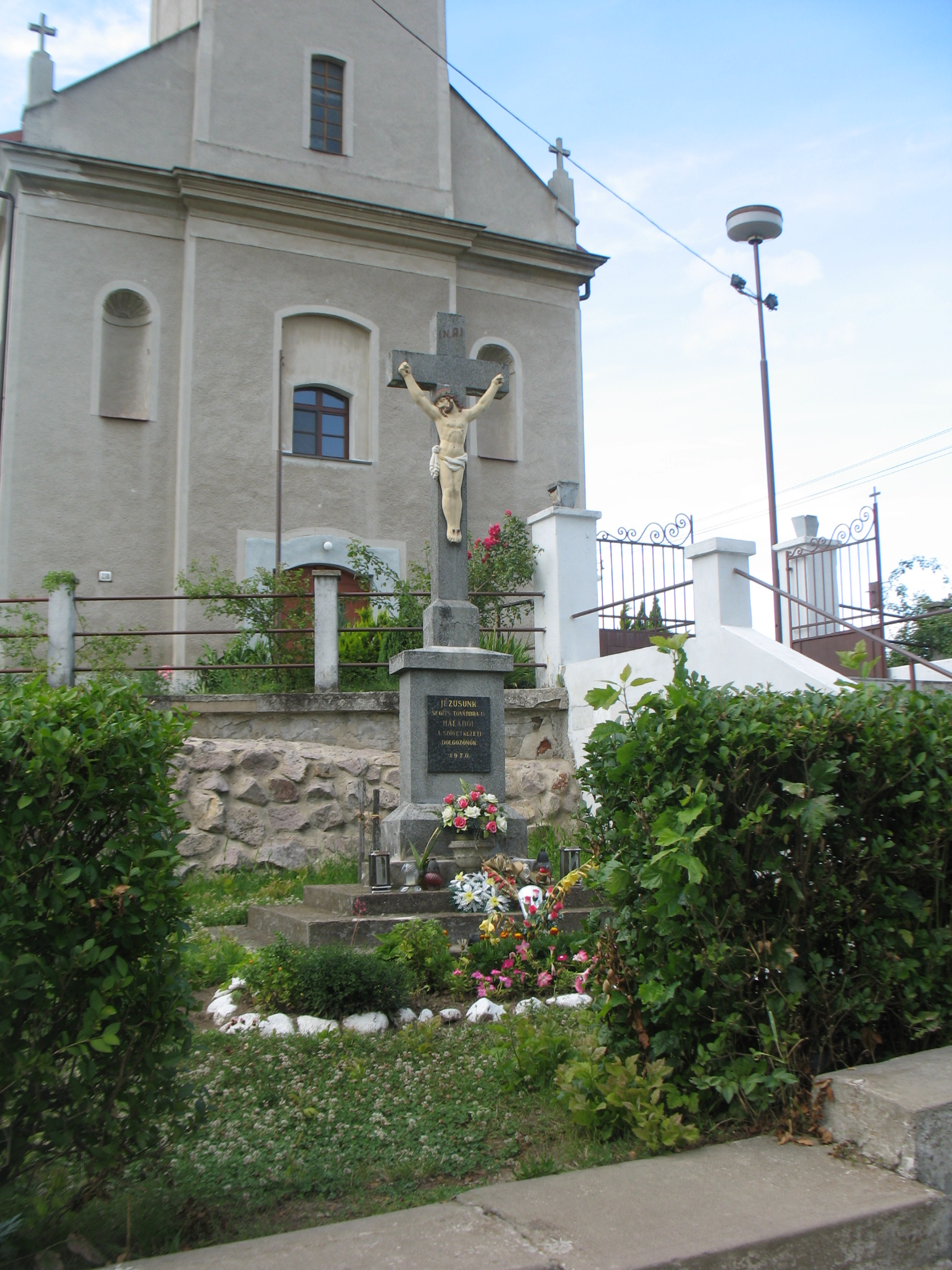
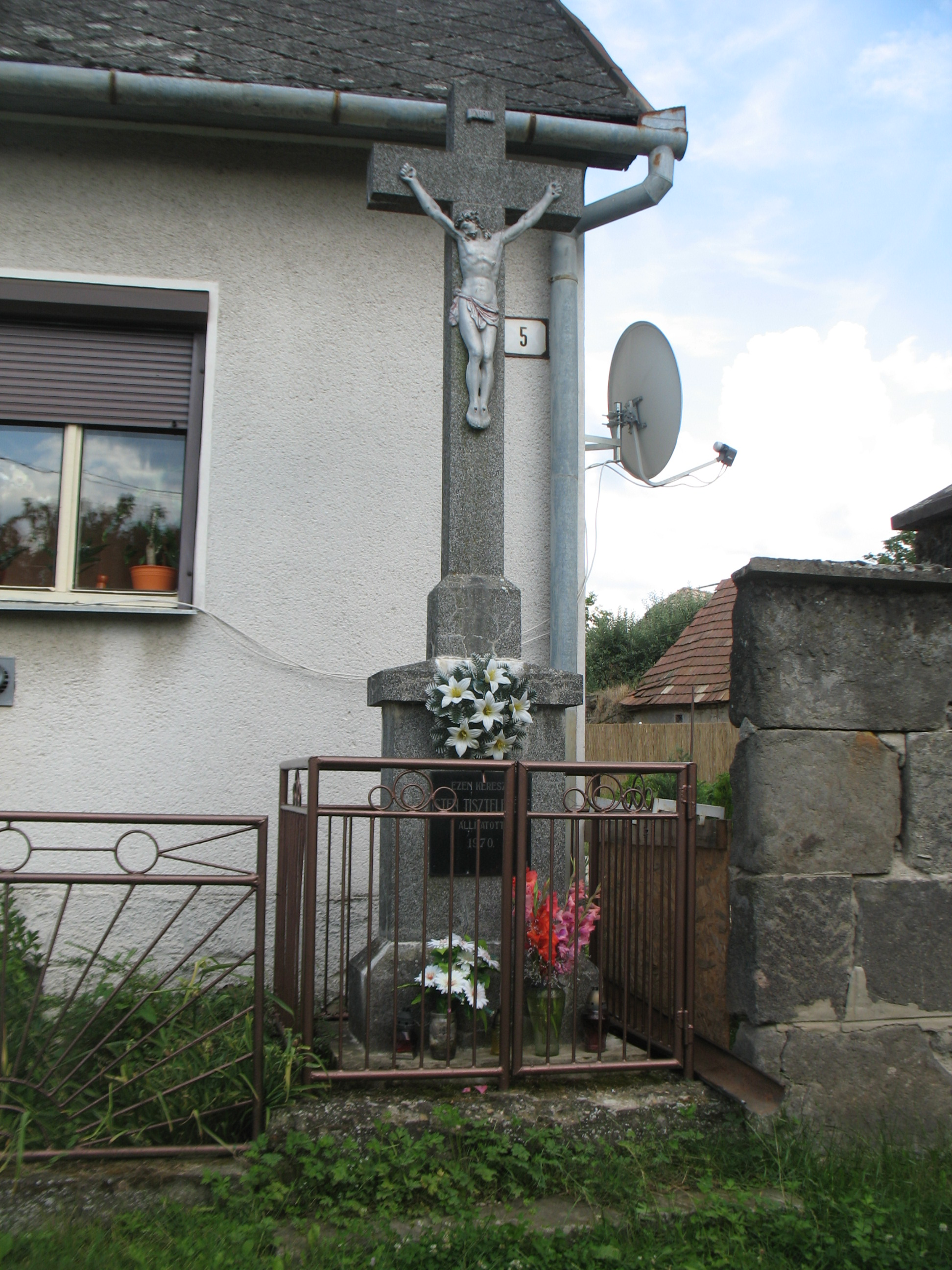
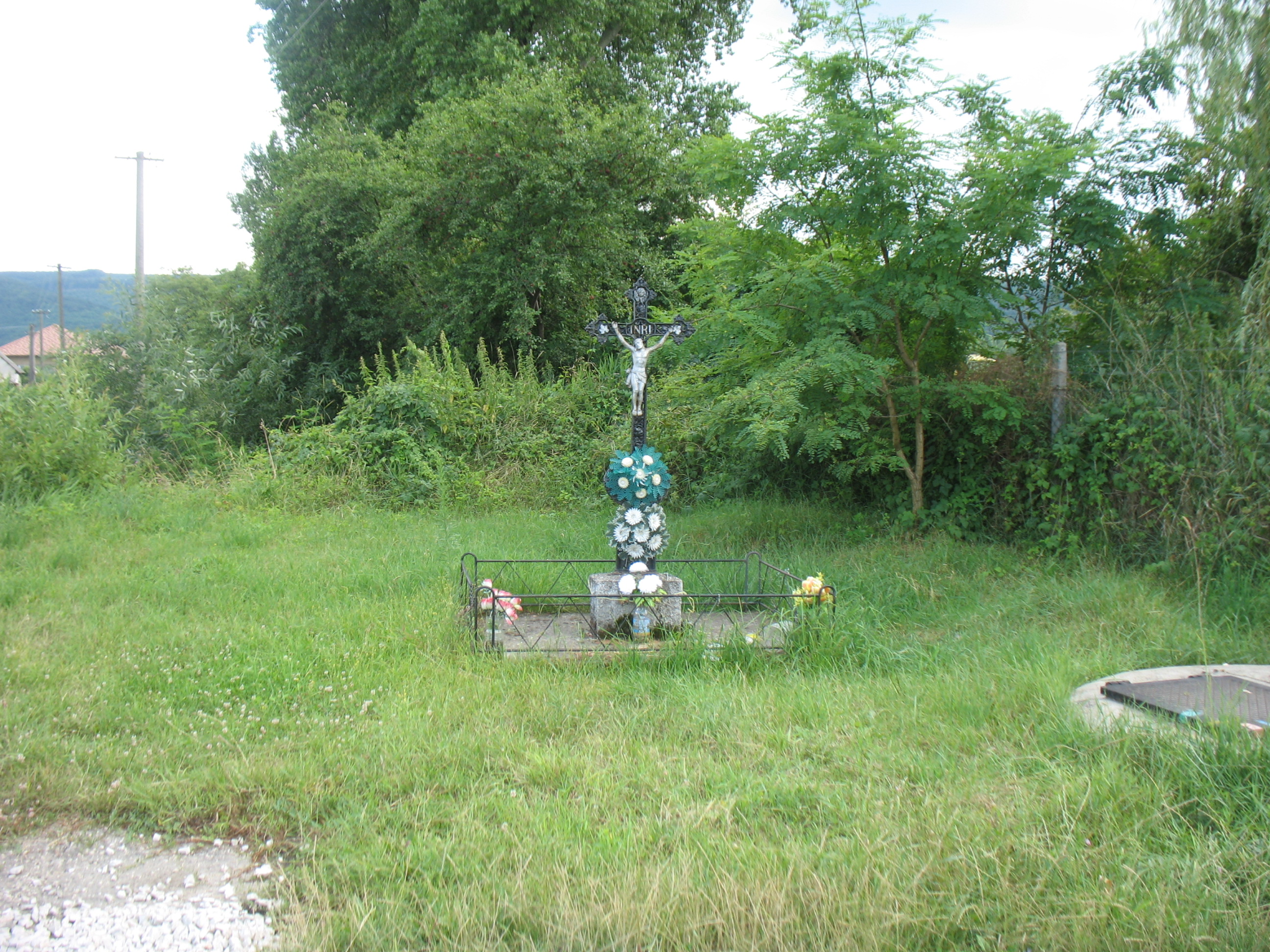

## Külső hivatkozások
- Remény online[halott link]
- Bucsujaras.hu